# Edward Emerson Barnard
Edward Emerson Barnard (16. prosince 1857 Nashville, Tennessee, USA – 6. února 1923 Williams Bay, Wisconsin, USA) byl americký astronom a průkopník použití fotografie při mapování oblohy, známý objevem Jupiterova měsíce Amalthea v roce 1892 a objevy několika komet. V roce 1916 objevil hvězdu s největším známým vlastním pohybem, která byla na jeho počet nazvána Barnardova hvězda.

## Biografie
E. E. Barnard se narodil Reuben a Elizabeth Jane (rozené Haywoodová) Barnardovým. Barnardův otec zemřel před jeho narozením a jeho matka ho musela s jeho starším bratrem vychovávat sama. Jméno Emerson dostal po americkém filozofovi jménem R. W. Emersonovi. Rodina byla chudá a Barnardovi se nedostalo formálního vzdělání, normální školu navštěvoval sotva dva měsíce. Matka, která ho nejvíce ovlivnila, měla zájem o kulturu a měla umělecké nadání (vyráběla voskové květiny). Barnard snil již od dětství dozvědět se něco o hvězdách, které byly na obloze, když ležel ve starém vagonu nacházejícím se na zahradě.
Tento sen se začal pomalu naplňovat. V devíti letech se stal asistentem fotografa v Nashvillu a jednou si přinesl malý objektiv z rozbitého dalekohledu. Protože byl zručný, sestrojil si malý teleskop, kterým pozoroval noční oblohu. Ve fotografickém ateliéru zůstal celých sedmnáct let a získal zde zkušenosti, které později využil při fotografování hvězdné oblohy. Později se mu dostala do rukou astronomická publikace od Thomase Dicka a v roce 1876 si koupil 5palcový (130 mm) refraktor (cena činila 2/3 jeho ročního platu). V roce 1887 se stal členem americké asociace American Association for the Advancement of Science. Předseda této asociace, Simon Newcomb, mu poradil, aby nejprve získal dobré matematické vzdělání. Od té doby se Barnard začal vzdělávat v matematice, jejíž základy jako dítě nezískal, a platil si soukromého učitele.
V lednu roku 1881 se oženil s Rhodou Calvert a odstěhoval se do Tennesie i se svou, v té době již invalidní, matkou. Zde i nadále pracoval pro fotografický ateliér. 12. května téhož roku objevil svou první kometu nacházející se poblíž hvězdy α Peg. Později ji však ztratil a svůj objev neoznámil. Proto mu nebyla nikdy započtena do seznamu jím objevených komet. Tento jeho objev ale ještě více zvýšil jeho zájem o hledání komet. O rok dříve vyhlásil Newyorský obchodník Hulbert Harrington Warner, který založil v New Yorku soukromou astronomickou observatoř, částku 200 amerických dolarů tomu, kdo objeví novou kometu. V září 1881 objevil Barnard svou další kometu a její objev již řádně oznámil. Za částku kterou obdržel si zařídil v Tennesie dům, který rozšířil a zvelebil za odměny za další objevy komet.
V roce 1883 dostal darem od svých přátel studijní stipendium na Vanderbiltově univerzitě v Nashvillu. Zde pokračoval ve svých studiích matematiky, fyziky a chemie a pracoval jako praktický instruktor v univerzitní observatoři. V roce 1887 obdržel titul bakaláře. V tomtéž roce začal působit na nové Lickově observatoři vybudované na Mount Hamilton v Kalifornii. Zdejší Lickův 36palcový (91 cm) refraktor byl největším teleskopem až do rekonstrukce Yerkesovy observatoře v roce 1897. Zde objevil pátý měsíc Jupitera, který byl nazván Amalthea. Za tento objev obdržel později od francouzské akademie věd Lalandovu zlatou medaili.
V roce 1895 odešel jako profesor praktické astronomie na Yerkesovu observatoř, která patřila k univerzitě v Chicagu, kde působil až do své smrti. Při své návštěvě v Anglii v únoru 1897 obdržel Gold Medal of the Royal Astronomical Society.
Od roku 1905 pracovala jako jeho asistentka a matematička jeho neteř Mary R. Calvert. 25. května 1921 mu zemřela žena.
Pracoval až do své smrti 6. února 1923 ve Williams Bay ve státě Wisconsin a byl pohřben v Nashville.

### Nositelé jména Barnard
Nositeli jména Barnard jsou:
- Měsíční kráter Barnard
- Kráter na Marsu Barnard
- Oblast Barnard Regio na Ganymedu
- Asteroid 819 Barnardiana
- Emisní mlhovina Barnard's Loop v souhvězdí Orionu
- Barnard Hall, hala na Vanderbilt University
- Barnard Astronomical Society, Chattanooga's astronomy club

## Dílo

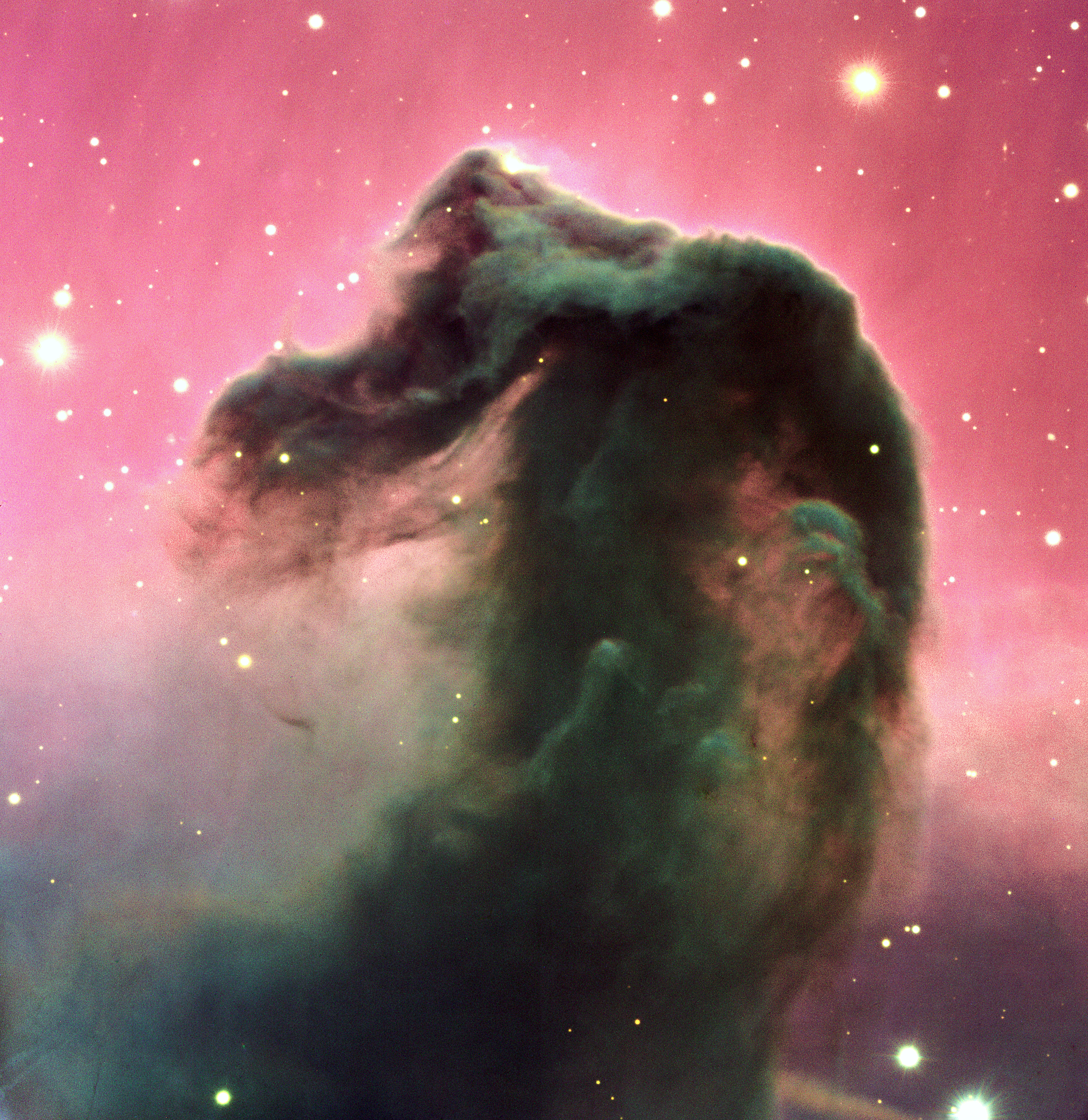
Mlhovina Barnard 33, jinak zvaná Mlhovina Koňská hlava

Edward Barnard objevil za svůj život 14 komet (a jednu, která mu nebyla započtena). Za svého působení na Lickově observatoři objevil v létě 1892 novu v souhvězdí Vozky a jako první si všiml plynných emisí, z nichž odvodil, že zde došlo k hvězdné explozi. 9. září 1892 objevil Jupiterův měsíc Amalthea a na fotografickém snímku z 12. října 1892 objekt, který byl určen jako kometa s periodou oběhu 6,5 roku. Stal se tak prvním astronomem, který objevil kometu za použití fotografie. Objev měsíce Amalthea vedl k zájmu ostatních astronomů o hledání dalších měsíců pomocí astrofotografování.
Na Yerkeské observatoři provedl mnoho detailních pozorování planet a komet. 25 cm dalekohledem a později 40 palcovým (100 cm) instalovaným na Yerkesské observatoři získal širokoúhlé snímky Mléčné dráhy a objevil několik proměnných hvězd. V roce 1916 objevil hvězdu s největším známým vlastním pohybem, která byla na jeho počet nazvána Barnardova hvězda.
Společně s Maxem Wolfem zjistil, že tmavé regiony v Galaxii jsou ve skutečnosti mračna mezihvězdného plynu a prachu, které zakrývají vzdálené hvězdy v pozadí. Tato mračna začal katalogizovat a značit je podobně jako jsou značeny objekty v Messierově katalogu. První mlhovina dostala značku Barnard 1 a poslední Barnard 370. Tento seznam poprvé publikoval v roce 1919 v Astrophysical Journal pod názvem „On the Dark Markings of the Sky with a Catalogue of 182 such Objects“.
Po jeho smrti byl výběr jeho fotografií publikován v díle „A Photographic Atlas of Selected Regions of the Milky Way“, dokončeném v roce 1927 E. B. Frostem, tehdejším ředitelem Yerkesovy observatoře, a Barnardovou neteří M. R. Calvertovou.

### Objevené komety

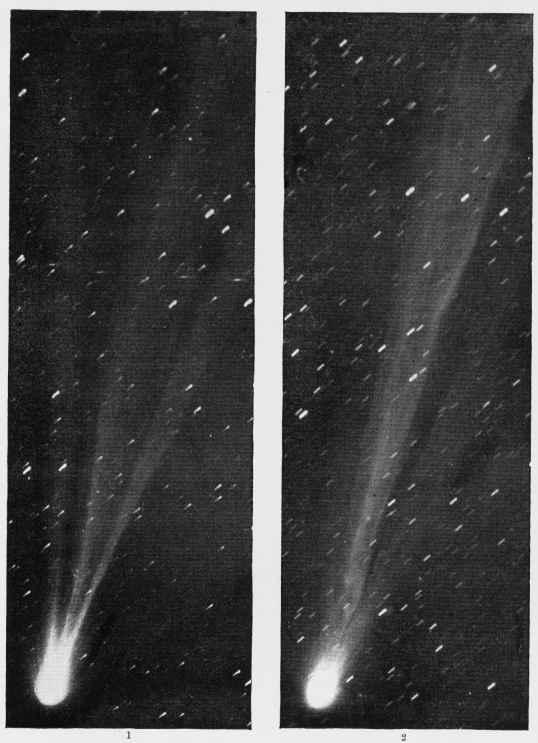
E. E. Barnard: Fotografie Swiftovy komety (dnes C/1892 E1). První snímek je z 4. dubna 1892 a druhý snímek z 6. dubna 1892

Mezi lety 1881 a 1892 objevil čtrnáct různých komet, z nichž tři byly periodické, a dvě komety, které byly přiznány ještě dalším spoluobjevitelům:
- C/1881 S1
- C/1882 R2
- D/1884 O1 (Barnard 1)
- C/1885 N1
- C/1885 X2
- C/1886 T1 Barnard-Hartwig
- C/1887 B3
- C/1887 D1
- C/1887 J1
- C/1888 U1
- C/1888 R1
- C/1889 G1
- 177P/Barnard (P/1889 M1, P/2006 M3, Barnard 2)
- C/1891 F1 Barnard-Denning
- C/1891 T1
- D/1892 T1 (Barnard 3) – první kometa objevená díky fotografii, znovuobjevena v roce 2008 jako 206P/Barnard-Boattini

### Publikace a články
- On the Dark Markings of the Sky with a Catalogue of 182 such Objects (1919)
- A Photographic Atlas of Selected Regions of the Milky Way (1927)